# Mân Hầu
Mân Hầu  (tiếng Trung: 闽侯县, Hán Việt: Mân Hầu huyện) là một huyện thuộc thành phố Phúc Châu, tỉnh Phúc Kiến, Trung Quốc. Huyện này có diện tích 2126 km², dân số 988,200 người, mã số bưu chính 350011, huyện lỵ ở nhai đạo Cam Giá. Huyện Mân Hầu có 1 nhai đạo, 8 trấn, 6 hương.